# ابهر
اَبهَر () با نام باستانی اوهر یا اوهیرد از شهرهای کهن شمال غرب ایران و دومین شهر بزرگ استان زنجان و مرکز شهرستان ابهر است. این شهر با وسعتی برابر ۲۷۷ هزار هکتار در ۹۰ کیلومتری جنوب شرقی زنجان و ۲۳۰ کیلومتری غرب تهران واقع شده است. ابهر به علت قرار داشتن در کناره جاده آزادراه ۲ از نظر شاخص‌های اقتصادی، اجتماعی و فرهنگی در بهترین و مطلوب‌ترین جایگاه استان قرار دارد. جمعیت این شهر ۹۹٬۲۸۵ تَن در ۳۰٬۹۳۲ خانوار بر مبنای سرشماری سال ۱۳۹۵ بوده است. ابهر قطب سرمایه‌گذاری صنعتی زنجان است و بیش از ۴۰ درصد حجم سرمایه‌گذاری استان زنجان در ابهر انجام شده است.
باغ شهر ابهر حاصل پیوند مناطق شهری و مسکونی مجزای ابهر قدیم، ناحیه شریف‌آباد و منطقه شناط می‌باشد که در طول زمان باهم ترکیب شده‌اند و شهر ابهر امروزی را تشکیل داده‌اند.

ارتفاع شهر ابهر از سطح دریا ۱۵۴۰ متر است. از مهم‌ترین آثار تاریخی این شهر می‌توان به بقعهٔ امام‌زاده اسماعیل در شناط، بقعهٔ امام‌زاده زیدالکبیر در خاور این شهر و آرامگاه پیر احمد زهرنوش در جنوب باختری شهر اشاره کرد. شهرداری ابهر به چهار ناحیهٔ «مرکزی»، «شناط» (در قسمت شمالی شهر)، «شریف‌آباد» (در قسمت شرقی شهر) و «حسین‌آباد» (در قسمت غربی شهر) تقسیم شده است.

استان زنجان:

فاصله این شهر تا زنجان ۹۰ کیلومتر، قزوین ۸۰ کیلومتر، تبریز ۳۷۸ کیلومتر، اردبیل ۳۵۵ کیلومتر، خرم‌آباد ۴۵۶ کیلومتر، ارومیه ۵۲۹ کیلومتر، رشت ۱۸۱ کیلومتر، همدان ۲۱۴ کیلومتر و تهران ۲۲۵ کیلومتر است. ارتفاع این شهر از سطح دریا ۱۵۴۰ متر است. بیشینه گرمای آن ۴۵ درجه و کمینه سرمای آن ۳۰ درجه زیر صفر گزارش شده است.

## نام‌شناسی
واژه ابهر ریشه در زبان آذری دارد و تشکیل شده است از دو بخش اَب (آب) و هر (آسیا کردن یا خورد کردن) است. که در کل معنی آب آسیاب می‌دهد. در کتاب حدود العالم مربوط به قرن دهم میلادی، این نام به صورت «اوهیرد» نیز نوشته شده است. یاقوت حَمَوی (متوفی ۱۲۲۹ میلادی) نیز گزارش می‌دهد که ایرانیان این شهر را «اوهیرد» می‌نامند.

لفظ اوهیرد واژه‌ای در زبان منقرض شده آذریست در این زبان واژه آب بصورت او تلفظ می‌شود مانند سایر زبان‌های هم‌خانواده آن (کردی و لری و…) و بخش دوم هیرد است چون در زبان آذری به جای بکار بردن «خ» لفظ «ه» رایج بوده مانند هیردکردن به جای خیرد کردن یا همان خورد کردن. ایرانی باستان x, xw> h در harda به معنی خورده، *hūzdan به معنی خواستن، hošk به معنی خشک (ایرانی باستان *huška)و hana به معنی خانه و…

یاقوت حموی جغرافی نویس قرن هفتم هجری در کتاب معجم البلدان بیان می‌کند ایرانیان (هندوایرانی زبان‌ها) ابهر را اَوهَر تلفظ می‌کنند و برخی از آن‌ها نیز بر این باورند که واژه ابهر مرکب از دو واژه آب+هر به معنی آسیا است.
یعقوبی در مورد نام‌گذاری ابهر چنین می‌گوید؛
 ابهر شهری مشهور میان قزوین، زنجان و همدان از نواحی جبال است و عجمان (ایرانیان) آن را اوهر خوانند، و بعضی از عجم‌ها به من گفتند واژه ابهر مرکب از او به معنای آب و هر به معنای آسیاب، که در کل معنای آب آسیاب می‌دهد.
زکریای قزوینی در کتاب آثارالبلاد و اخبارالعباد در مورد آسیاب‌های آبی ابهر چنین می‌گوید؛
در ابهر به هر طرف که نگاه کنی، آسیاب‌ها را می‌بینی که وسیله آب می‌چرخند و بیشتر میوه‌های ابهر مانند انگور، گردو و گلابی، از همین آب‌ها، آسیاب‌ها و کانال‌ها تأمین می‌شود.
در طول تاریخ، ابهر را شهر آسیاب‌های آبی و خانه‌های سفید نامیده‌اند و سیاحان و جهان‌گردان مختلف اروپایی این آسیاب‌ها را مشاهده و توصیف کرده‌اند. نام قدیم ابهر در گذشته اوهر بوده است و مردم محلی آن را ابر می‌گویند. بررسی کتاب‌ها و متون گذشته بیانگر این موضوع است که ابهر به معنای آب آسیاب بوده است و رودخانه ابهررود از میان شهر می‌گذشته و چرخ آسیاب‌های زیادی را به گردش درمی‌آورده است. ابهررود مهم‌ترین رودخانه جاری در شهرستان ابهر و شریان حیاتی این منطقه بوده و یکی از سرشاخه‌های اصلی رودخانه شور فشاپویه است.

## تاریخ
منطقه ابهر و مناطق اطراف ابهر رود نامیده می‌شود. اولین آثار تمدنی ابهر، تپه‌ای باستانی به نام قلعه تپه است که در کناره راست رودخانه ابهر رود واقع شده است. این محل یکی از نخستین زیستگاه‌های انسانی منطقه زنجان به‌شمار می‌رود و حداقل از اوایل هزاره چهارم پیش از میلاد مسکونی بوده است. طی کاوش‌های انجام شده در قلعه‌تپه ابهر آثار و بقایای عصر مفرغ، عصر آهن و دوره‌های اشکانی و اسلامی به دست آمده است. آثار به دست آمده از کاوش‌های قلعه تپه ابهر نشان دهنده فرهنگ ماوراءقفقاز یا کورا-ارس هستند.

### پیش از اسلام
شهر ابهر در دوران پادشاهی شاپور دوم ساسانی بنیاد گذاشتنه شد. در دوره حکومت ساسانیان، ناحیه واقع بین دو رودخانه ابهر رود و خررود که تاکستان، فارسجین و ضیاءآباد را شامل می‌شود آباد بوده و منطقه ابهر رود و شهرهای این ناحیه تحت تسلط و حکومت خاندان مهران قرار داشت. ابهر در منطقه سپهبد شمال قرار داشت و خاندان مهران یکی از هفت خاندان مهم حکومت گر ایران دوره ساسانی بودند و این خاندان علاوه بر ابهر به مناطق وسیعی که از ناحیه خوار تا آوج و دشتبی امتداد داشت مالکیت داشتند و معروفترین افرادی که از این خاندان شناخته شده‌اند شروین دشتبی، بهرام چوبین، پیران گشسب، گریگوریوس و سیاوش رازی هستند.

### پس از اسلام
در متون تاریخی منطقه ابهر، قزوین و زنجان را تا دوره ساسانیان مرتبط با ایالت‌های شمالی ایران از جمله دیلم و آذربایجان قلمداد کرده‌اند ولی بعد دوره عباسی با تقسیمات اداری جدید، مناطق قزوین و زنجان و ابهر را جزو حوزه جبال و عراق عجم آورده‌اند. مورخان اسلامی در سده چهارم هجری قزوین را سرحد دیلم و جبال ذکر کرده‌اند. ابن حوقل در توصیف شهر قزوین به مردم دیلم اشاره می‌کند و این شهر و مناطق اطراف را دیلم نشین معرفی می‌کند که در روزگار بنی عباس، به عنوان شهر سرحدی محل نزاع خلفا عباسی و دیلمیان بوده است.
یاقوت حموی دربارهٔ فتح ابهر بدست اعراب گوید:فتح ابهر در سال ۲۴ پس از هجرت و به ایام عثمان ابن عفان بود که در این وقت مغیره بن شعبه والی کوفه بود و جریر بن عبدالله بجلی حکومت همدان را داشت و براءبن عازب نیز ولایت ری را داشت عثمان لشکری بمدد براء فرستاد و او بغزاء ابهر شد و حنظله بن زیدالخلیل با او بود و او در پشت حصار منیع ابهر لشکرگاه کرد و گویند این حصن (قلعه) را شاپور ذوالاکتاف کرده است چون براء به آنجا فرود آمد مردم حصار با وی بجنگ برخاستند و جنگ چندین روز بکشید سپس امان نامه خواستند و براء آنان را به آن شرط که حذیفه بن الیمان باهل نهاوند امان داده بود زنهار داد.
در اوایل سده چهارم هجری قمری ابهر در قلمرو یوسف ابن ابو ساج والی آذربایجان بود سپس به قلمرو دیلمیان درآمد و در اواخر سده چهارم هـ. ق به دست وهسودان بن سالار محمد بن مسافر از دودمان آل مسافر افتاد که جنوب آذربایجان و دیلم را در تصرف خود داشت و در ۴۲۰ هـ. ق لشکریان محمود غزنوی به ری و قزوین درآمدند و ولایت را از چنگ و غارت رهانید. در جنگ‌هایی که بین دیلیمان و قشون اسلام جریان داشت از برخی از شعرای اعراب که در قشون اسلام بودند. در برخی از شعرها و قصاید خود یادی از سرگذشت خود با دیلیمان کرده‌اند.
پیش از خلافت هارون الرشید، ابهر منطقه نسبتاً وسیعی را شامل بود. وی قسمتی از قاقازان و نیز ناحیه ابهررود را از ابهر جدا کرد و به قزوین ملحق ساخت. در اوایل سده ۸ قمری ولایت ابهر ۲۵ پاره دیه داشت و حقوق دیوانی آن به یک تومان و چهار هزار دینار می‌رسید.
در زمان روی کار آمدن امپراتوری ایلخانان و انتخاب سلطانیه در نزدیکی ابهر به عنوان پایتخت امپراتوری بزرگ مغول، این منطقه به علت برخوردار شدن از شبکه‌های جاده‌ای اهمیت ارتباطی قابل توجهی به دست آورد و بر آبادانی و اهمیت این منطقه افزوده گردید.
ژان شاردن می‌نویسد ابهر در دوره شاه عباس دوم صفوی دارای ۲۵۰۰ خانه و باغچه بوده است. چنانچه سواره نیم ساعت وقت لازم داشته تا از آن عبور کند. ابهر در این زمان دارای اماکن عمومی و سه مسجد بزرگ بوده و در وسط شهر بقایای گلین قلعه مخروبه‌ای مشاهده می‌شود. در سال ۱۱۰۰ هجری ژان تاوِرْنیه، جهانگرد فرانسوی قرن هفدهمی، که به ابهر سفر کرده‌بود، در کتاب خود ابهر را به عنوان یک شهر بزرگ و باستانی گزارش نمود که ویران شده است و جمعیتی از ارامنه در آن حضور دارند.

در دوره قاجار از ابهر به عنوان بلوک معتبر از ولایت خمسه با باغات فراوان و آب‌های جاری نام برده شده است. خاندان امیرافشاری‌ها ار تیره قاسملو و خاندان ذوالفقاری‌ها از تیره آیرلوها دو خاندان حکومتگر ترک‌تبار و از ترک‌های افشار خمسه (افشارهای دویرانی‌ها) بودند که در دوره قاجار در ولایت خمسه قدرت را در دست داشتند. ایل‌های قدرتمند افشار طی دوره‌های تاریخی مختلف و طی چند مرحله به منطقه آذربایجان و زنجان مهاجرت کرده‌اند که آخرین مرحله اسکان ایل‌های افشار در منطقه خمسه مربوط به دوره صفویه می‌باشد. افشارهای منطقه خمسه را اصطلاحاً افشارهای دویرانی می‌گفتند تا از افشارهای منطقه قزوین و افشارهای آذربایجان غربی متمایز باشند، افشارهای خمسه از ابهرچای تا گروس پراکنده بودند. 

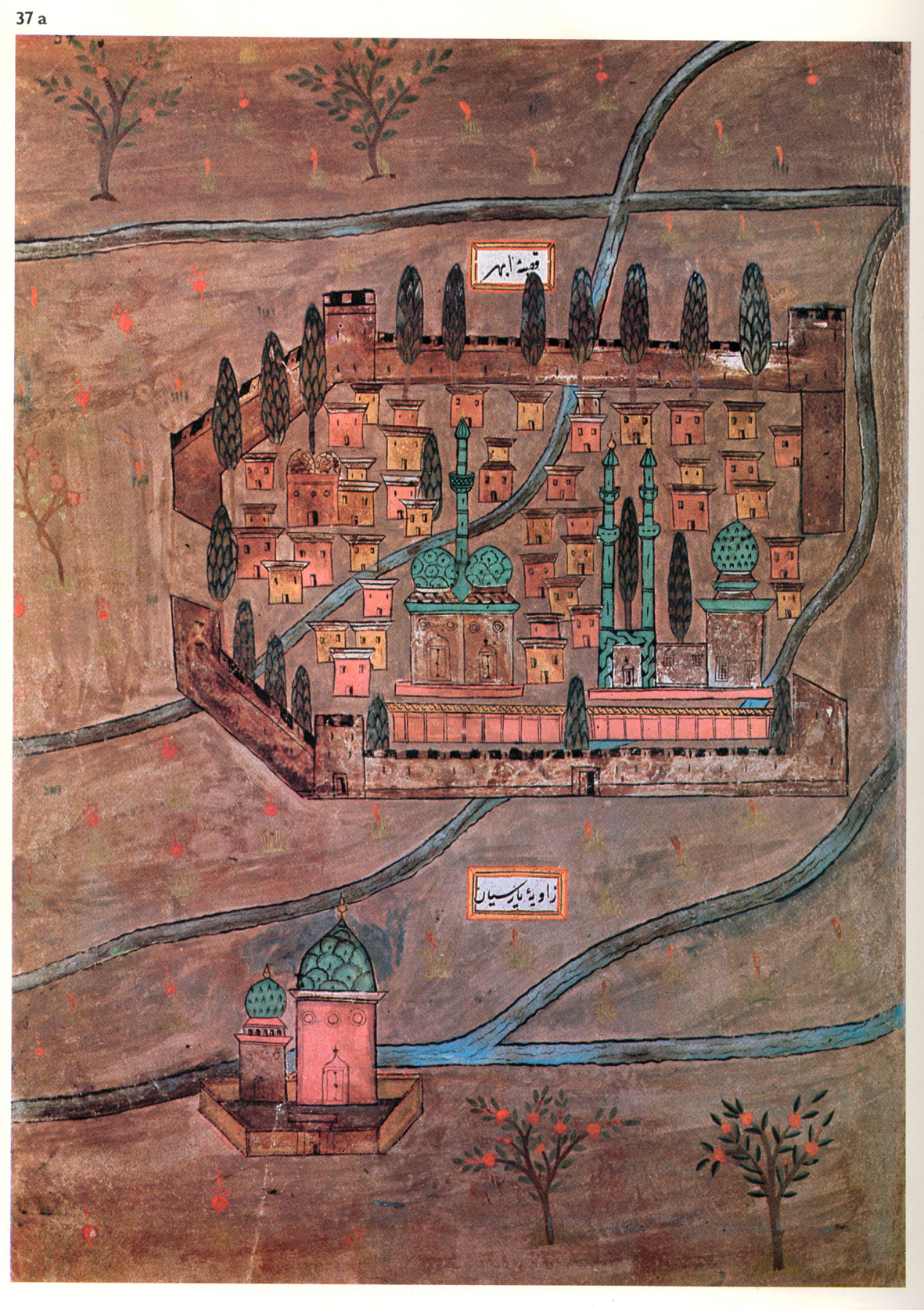
نگاره‌ای منسوب به نصوح افندی جغرافی‌دان و نقشه‌کش عثمانی از ابهر و زاویه پارسیان در قرن ۱۶ میلادی.

یکی دیگر از جهانگردان ژوبر بود که در زمان فتحعلی‌شاه قاجار باغ‌های ابهر و خانه‌های تمیز و راحت آن را ستوده است. در سال ۱۲۴۷ هجری ابهر ۷۰۰ خانه و باغ‌های دانشین داشته و قبر شیخ قطب الدین از مشایخ سلسله شیخ صفی الدین اردبیلی در ابهر واقع شده است. براساس کتاب کنت دوسرسی در سال ۱۲۵۰ هجری دوره محمد شاه قاجار ابهر دارای ۲۰۰ خانه و ۹۰۰ نفر جمعیت بوده و دو گنبد نیمه ویران از دو مسجد در آن دیده می‌شده است اما زین العابدین شیروانی (درگذشت به سال ۱۸۳۷ میلادی) از وجود ۷۰۰ خانه خبر داده است. در زمان حکومت ناصرالدین شاه قاجار (ح. ۱۸۴۸–۱۸۹۶ میلادی)، توپخانه سلطنتی از ابهر به عنوان یکی از پایگاه‌های مرکزی خود استفاده می‌کرد. چنانچه خرمدره در تیول فراشخانه بوده در همین دوره قلعه خرابه‌ای به نام دارا در ربع فرسخی شهر دیده می‌شده است و خانه‌های آن کمتر از ۱۱۰۰ نبوده. در سده ۱۰ قمری از مرقد پیر حسن بن اخی آوران نیز در ابهر یاد شده و سیدی علی کاتبی دریاسالار عثمانی در ۹۶۴ ه‍.ق آن را زیارت کرده است.

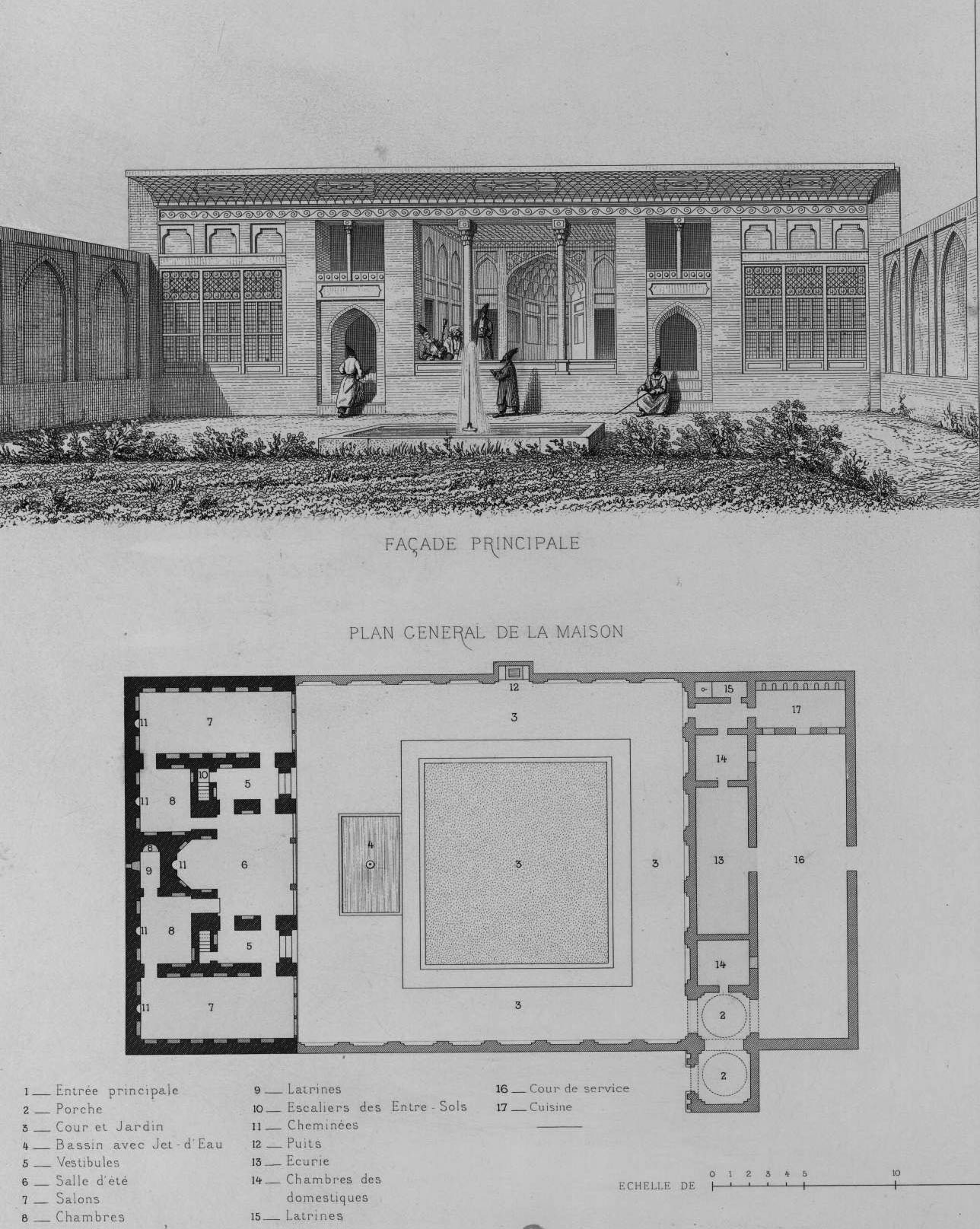
نگاره‌ای از یک خانه اعیانی در ابهر در زمان محمدشاه قاجار(۱۲۱۹ خورشیدی)، اثری از پاسکال کوست، نقاش، معمار و خاورشناس فرانسوی.

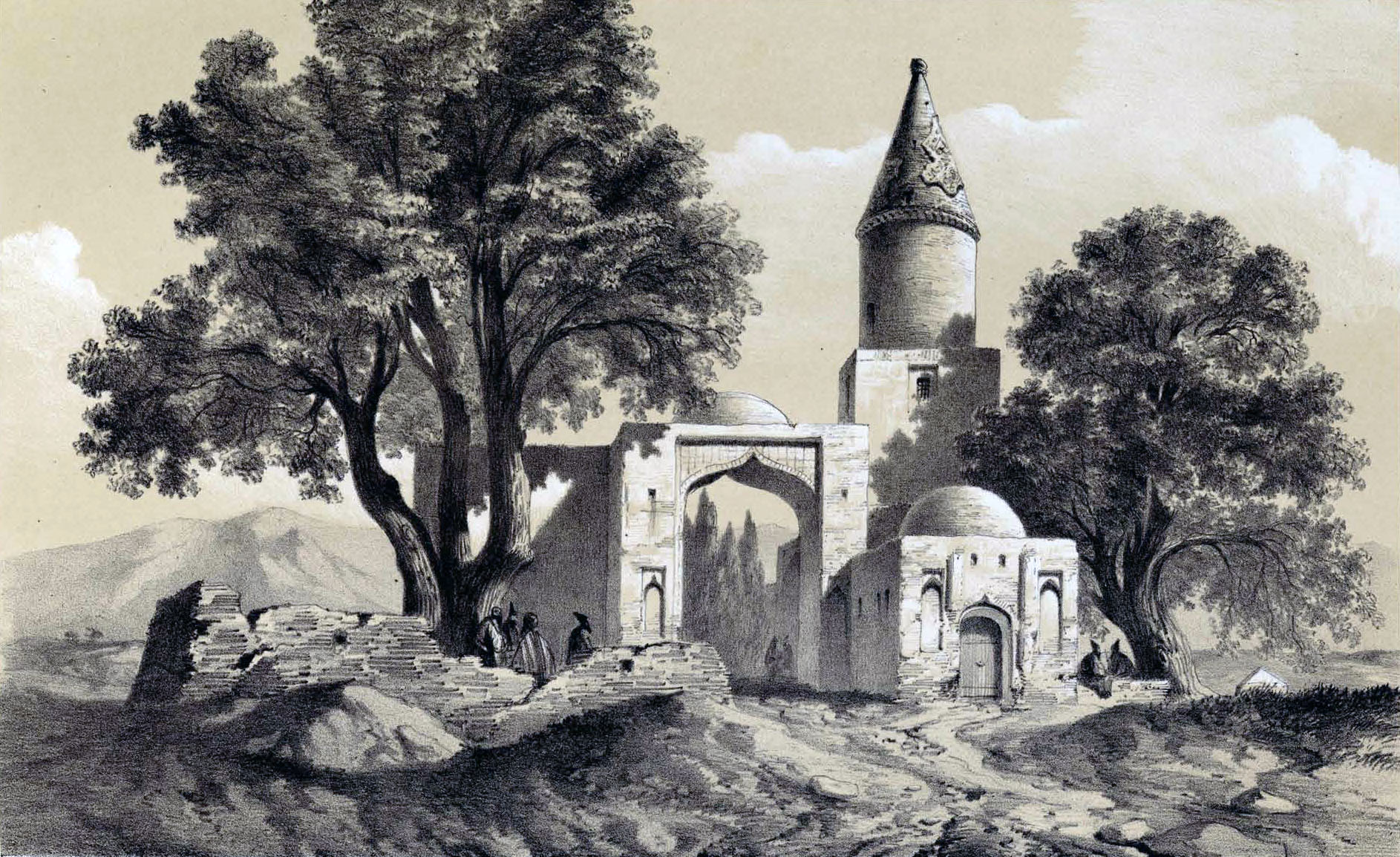
امامزاده زیدالکبیر در سال ۱۲۱۹ خورشیدی، اثری از اوژن فلاندن.

## وضعیت طبیعی

### جغرافیا
شهر ابهر از شمال به طارم، از جنوب به استان همدان، از غرب به خدابنده و زنجان و از شرق به تاکستان محدود است.

### اقلیم
براساس طبقه‌بندی اقلیمی دومارتن، اقلیم این شهر نیمه‌خشک و سرد است. ابهر زمستان‌های سرد و تابستان‌های معتدل دارد و بیشترین بارندگی در فصول زمستان و بهار اتفاق می‌افتد. رودخانه‌های ابهررود و دلی‌چای از منابع آبی اصلی تأمین آب منطقه می‌یاشند. سلسله کوه‌های آق‌داغ و قارلوق و شترکوه در شمال و رشته کوه‌های ملاداغی و چال چالا در جنوب شهر قرار گرفته‌اند.

### رودخانه‌ها
رودخانه ابهررود یکی از رودخانه‌های حوضه دریاچه نمک است که از شرق زنجان سرچشمه می‌گیرد و با عبور از شهرهای صائین‌قلعه و سلطانیه وارد شهرهای خرمدره و ابهر می‌گردد و پس از عبور از قروه وارد دشت تاکستان می‌شود. رودخانه کینه‌ورس مهم‌ترین شاخه فرعی رودخانه ابهررود می‌باشد و سد کینه‌ورس بر روی این رود ساخته شده است.

## مردم‌شناسی

### زبان
امروزه زبان مردم ابهر تُرکی آذربایجانی با لهجه ابهری است که عموماً دو زبانه بوده و از ترکی آذربایجانی و فارسی استفاده
می‌کنند. و همچنین زبان لری بختیاری نیز در بعضی خانواده‌ها رایج است.

در کتاب ابهر گذری و نظری در مورد زبان مردم ابهر چنین می‌گوید:
قبل از هجوم اقوام مغول، زبان بومی مردم ابهر فارسی بوده است ولی از قرن هفتم به بعد و پس از استقرار اقوام تُرک در منطقه و مهاجرت‌هایی که توسط اقوام تُرک صورت گرفت و همچنین آمیزش با اقوام مغول، زبان تُرکی به مرور جانشین زبان فارسی گردید. امروزه والدین با فرزندان خود فارسی صحبت می‌کنند و مردم شهر به دو زبان تُرکی و فارسی تسلط دارند.
پیش از گسترش زبان تُرکی مردم ابهر به فارسی سخن می‌گفتند، ظهور زبان تُرکی در ابهر در زمان سلجوقیان درنتیجهٔ مهاجرت طوایف تُرک از فرارود به فلات ایران شروع شده است و سپس در عهد حکومت مغول که قشون ایشان عمدتاً تُرک بوده‌اند، گسترش تُرکی در ابهر رفته رفته قوت گرفته، تا در دوران تیموریان، قراقویونلو و آق‌قویونلو، یعنی در دورهٔ فترت میان مغول و صفویه، به نهایت درجهٔ انتشار و گسترش خود رسیده است. به‌طور کلی می‌توان گفت که پس از یورش‌های تیمور لنگ به ایران و نفوذ و تسلط سلسله‌های قراقویونلو و آق‌قویونلو در ابهر، فارسی بزرگ‌ترین آسیب‌ها را دید و در برابر زبان تُرکی به مرور عقب‌نشینی کرد و تنها در شماری از روستاهای دوردست و در پناه کوهپایه‌ها باقی ماند. به‌ویژه در دورهٔ صفویه به سبب چیرگی و انبوهی تیره‌های تُرک شیعه که هواخواه خاندان صفوی بودند، به مرور فارسی در ابهر متروک شد. جغرافی‌دان مسلمان حمدالله مستوفی در کتاب نزهةالقلوب (تألیف در ۷۴۰ق/۱۳۳۹م) زبان زنجان، ابهر، مراغه و تالش گشتاسبی را پهلوی ذکر می‌کند و می‌گوید:
زبان‌شان پهلوی به جیلانی بازبسته است.
 مستوفی همچنین در کتاب تاریخ گزیده به شاعری به نام «جولاهه ابهری»، اشاره می‌کند که به زبانِ پَهلَوی (پارسی میانه) اشعار نیکو دارد؛

(۱)کیله امرو کمندان تا و میدا

حون من دا بروش هالاو میدا

(۲)سنبلانش ده ول واری همی کرد

نرگسانش جوشینان او میدا

ترجمه:
(۱)دخترک امروز دو زلف خود را تاب می‌داد از خون من بر ابرو رنگاب می‌داد 
(۲)سنبلان (گیسوان) خود را از گونه فرو می‌ریخت و نرگسان (چشمان) را از مژگان (سرمه دان) طراوت می‌بخشید
تصحیح و ترجمه به همت ادیب طوسی از مجموعه انتشارات دانشگاه تبریز شعر به زبان پارسی میانه می‌باشد اثری از جولاهه ابهری، شاعر قرن هفتم هجری قمری ابهر
 این نکته درمورد ذکر نام‌هایی مانند پهلوی، فارسی و آذری حائز اهمیت است که در این باره مسعودی از مورخان قرن چهارم هجری قمری مفصل دربارهٔ آن پرداخته، وی از میان زبان‌های مختلف ایرانی به زبان‌های پهلوی، دری و آذری اشاره کرده و آن‌ها را به عنوان گویش‌های زبان فارسی معرفی می‌کند و می‌افزاید:
پارسیان قومی بودند که قلمروشان دیار جبال بود از ماهات و غیره و آذربایجان تا مجاور ارمنیه، آران، بیلقان تا دربند که همان باب الأبواب است و ری و طبرستان، ماسگت، شابران، گرگان و اَبَرشَهر که نیشابور است و هرات، مَرو و سایر بخش‌های خراسان و سیستان، کرمان، فارس، اهواز و دیگر سرزمین‌های ایران که به آن پیوسته است. همه این ولایت‌ها یک مملکت بوده، پادشاهش یکی بود و زبانش یکی بود است، فقط در بعضی کلمات تفاوت داشتند؛ زیرا وقتی حروفی که زبان را بدان می‌نویسند یکی باشد و ترکیب کلمات نیز یکی باشد، زبان یکی است و گرچه در چیزهایی دیگر تفاوت داشته باشند.

سند دیگر از وجود زبان آذری جمله‌ای از شیخ صالح ادریس صانع ابهری است که در کتاب التدوین فی اخبار قزوین عبدالکریم بن محمد رافعی قزوینی آمده است. ژان شاردن که در مجموع یازده سال در دوره صفویان (۷۰–۱۶۶۴ و ۷۷–۱۶۷۱ میلادی) در ایران بوده و از ابهر دیدن کرده دربارهٔ زبان مردمش می‌نویسد:
از این شهرک (ابهر) سخن گفتن مردمان به زبان پارسی آغاز می‌شود. چه ساکنان آبادیها و شهرهای پیش از آن به ترکی سخن می‌گویند؛ اما ترکی گفتن آنان با زبان ترکان عثمانی اندکی تفاوت دارد. تکرار می‌کنم از ابهر تا هندوستان همهٔ مردمان به زبان پارسی سخن می‌گویند.
ابن حوقَل جغرافی‌دان مسلمان قرن چهارم هجری در کتاب صورة الارض گوید؛ «ابهر کُردنشین است و آب و درخت فراوان و گندم بسیار دارد.» این مورد در نوشته‌های ابن حوقل حائز اهمیت است که برخی جغرافی‌دانان و مورخان دوران اسلامی، نظیر وی گروه‌های صحرانشین و نیمه‌صحرانشین ایرانی را نیز به عنوان کلی اکراد ذکر می‌کرده‌اند و منظور آن‌ها لزوماً مردمان کُردنژاد نبوده بلکه همه چادرنشینان و گله‌داران ایرانی غیر عرب و غیر تُرک را به همین نام می‌خواندند.

### جمعیت
شهر ابهر دومین شهر بزرگ استان زنجان دارای جمعیتی بالغ بر ۱۲۰ هزار نفر است. شهرستان ابهر قطب صنعتی استان زنجان محسوب می‌شود و در چند دهه اخیر از توسعه و گسترش سریع شهری و رشد جمعیتی برخوردار بوده است، به طوری که جمعیت ۲۲۰۰۰ هزار نفری آن در سال ۱۳۵۵ با مهاجرت‌های انجام شده با رشد ۳٫۷ برابری به ۸۲۰۰۰ نفر در سال ۱۳۹۰ رسید.

### مذهب
پیش از پیدایش و گسترش اسلام مردم ابهر مانند دیگر نواحی ایران پیرو دین زرتشتی بودند فتح ابهر در سال ۲۴ هجری به دست مسلمانان سرآغاز گسترش اسلام در این شهر شد. حمدالله مستوفی در سدهٔ ۸ قمری (۱۴ میلادی) می‌گوید؛ مردم ابهر شافعی بودند، اما در آغاز دورهٔ سلجوقی شیعیان و اشعریان در آن‌جا نفوذ داشته‌اند. در مورد حضور گرایش‌های شیعی در ابهر خبرهایی نقل شده است. راوندی اهل ولایت ابهر را رافضی می‌داند، اما قزوینی رازی از ایشان با لقب «بی نفسان ابهر» یاد می‌کند که احتمالاً این صفت به دلیل وجود برخی گرایش‌های معتزلی و مشبهی در این شهر باشد. در این ناحیه یورش مغولان نه تنها حضور شیعیان را کاهش نداد، بلکه حتی در مواردی سبب گسترش تشیع در این شهر گردید. امروزه اکثر مردم این شهر پیرو مذهب شیعه دوازده امامی هستند. زکریای قزوینی در کتاب آثارالبلاد و اخبارالعباد در مورد دین مردم ابهر چنین می‌گوید.
 همه اهل سنت هستند و جز این در میان آن‌ها نیست.

## بازارها و کاروان سراها

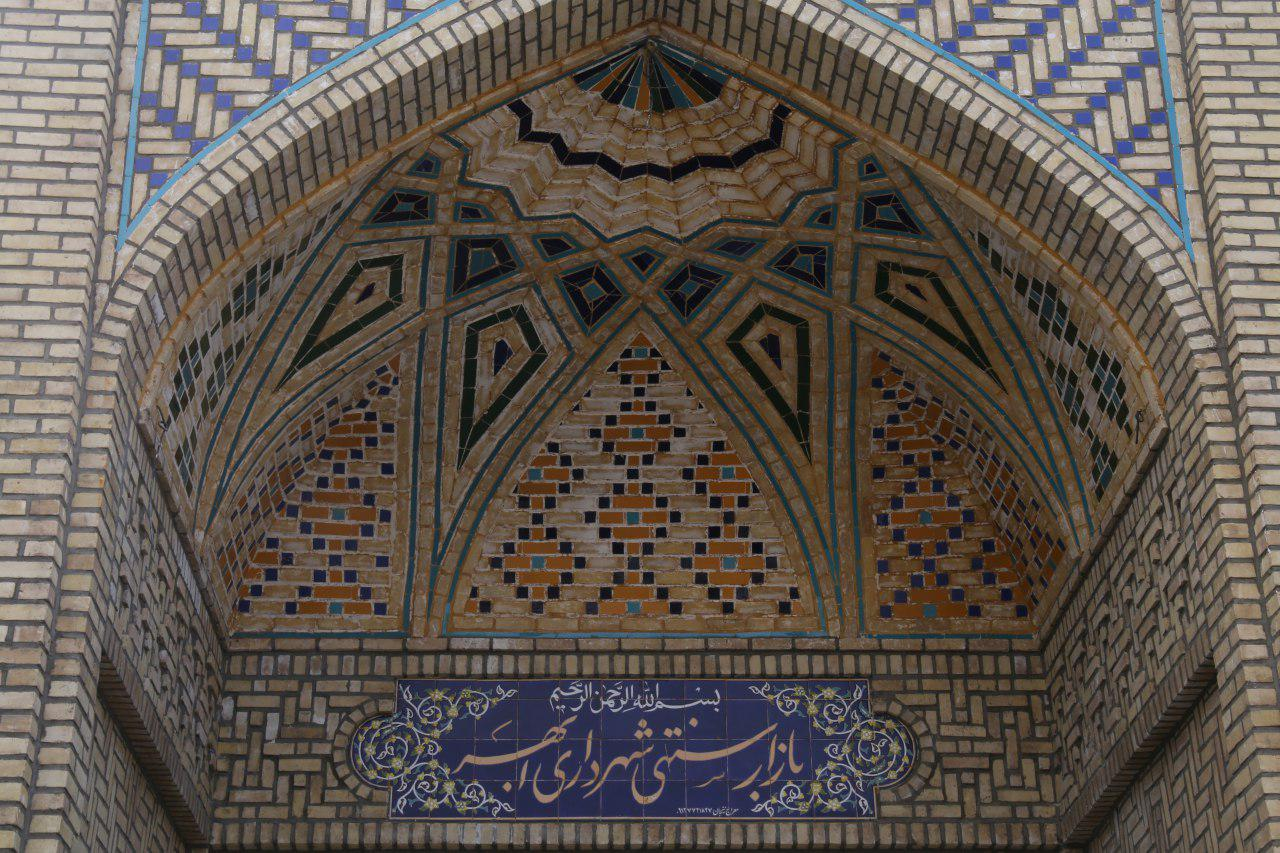
بازار بزرگ سنتی ابهر

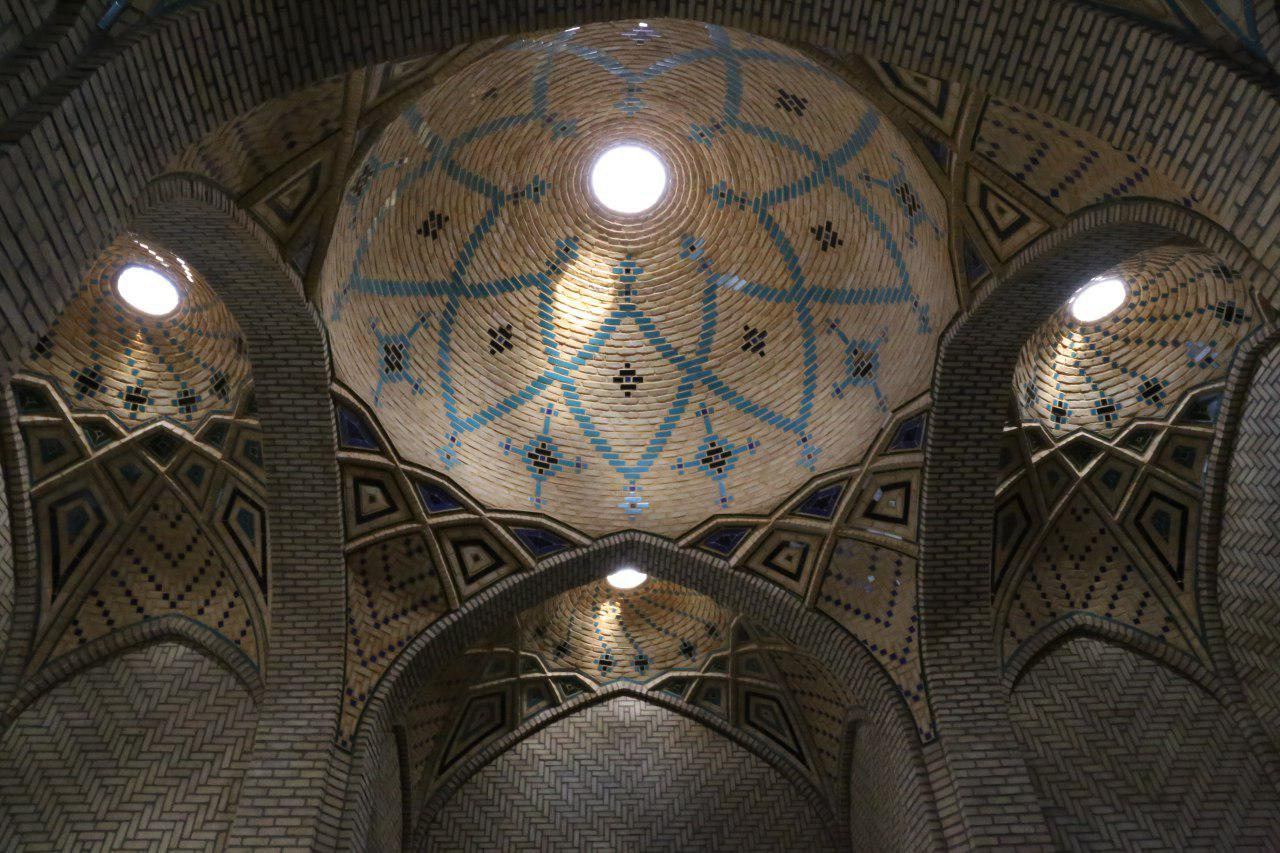
بازار بزرگ سنتی ابهر

بازار بزرگ سنتی ابهر در زمینی به مساحت حدوداً ۴۵۰۰ متر مربع به طول ۲۸۰ متر در سال ۱۳۶۴ شروع و در سال ۱۳۶۷ آن بنا شد. در سال ۱۳۹۱ شهرداری با جذب سرمایه‌گذار تکمیل بازار را با سرمایه‌گذاری بخش خصوصی اقدام به تکمیل و راه اندازی ۱۲۰ مغازه در آن راسته شد که نهایتاً در سال ۱۳۹۶ به پایان رسید. معماری این بازار تلفیق معماری اصیل ایرانی با نیازهای عصر جدید است که به دست معماران هنرمند منطقه بنا شده. 

## آب‌وهوا
حداکثر رطوبت نسبی درشهر بالغ بر ۵/۹۴٪ وحداقل آن ۳/۲۳٪ آب‌وهوا عموماً در ابهر سرد و معتدل است. در زمستان میزان بارش بسیار بیشتر از تابستان است. برطبق سامانهٔ طبقه‌بندی اقلیمی کوپن، آب و هوا بر اساس دی‌اس‌بی طبقه‌بندی می‌شود. میانگین دما در ابهر ۱۰٫۳ سانتی گراد است. در سال میزان بارش به ۵۲۷ میلی‌متر می‌رسد.

## چهره‌های مشهور
- سعدالدوله ابهری پزشک یهودی و صدراعظم ایران در دوران ایلخانی.[۷۰]
- علینقی عالیخانی وزیر، اقتصاددان و رئیس دانشگاه تهران بود.
- سیما حاجی‌خانی بازیگر سینما پیش از انقلاب ۱۳۵۷
- کاظم صدیقی امام جمعه موقت تهران.[۷۱]
- احمد مهدوی ابهری نماینده دوره پنجم، هفتم و هشتم مجلس شورای اسلامی.
- داریوش کاردان کارگردان، بازیگر، مجری، گوینده، دوبلور و طنزپرداز در صدا و سیمای جمهوری اسلامی ایران.[۷۲]
- غلامعلی خاکسار ابهری شاعر و نویسنده معاصر.
- اثیرالدین ابهری از دانشمندان و فیلسوفان نامدار سدهٔ ششم و هفتم.
- سردار قاسم رضایی تزنگ جانشین فرمانده کل انتظامی جمهوری اسلامی ایران.